# 克拉尼城市市鎮

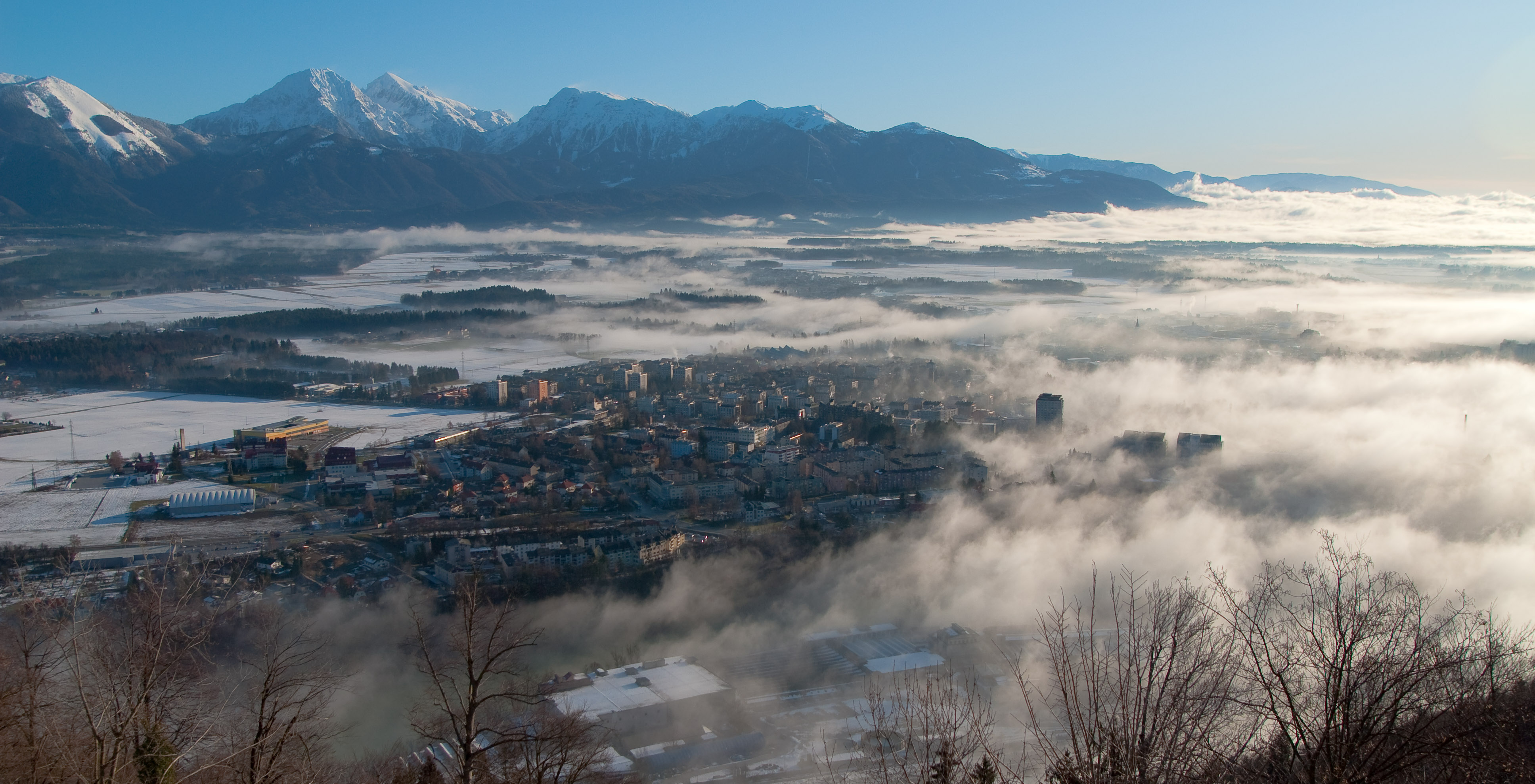
远眺克拉尼市

46°14′32″N 14°21′28″E / 46.2422°N 14.3577°E
克拉尼城市市鎮，是斯洛文尼亞西北部的一個城市市镇，行政中心为克拉尼。始建於1994年，市镇面積为151.0平方公里，海拔高度358米，2018年人口数量为55,795人。

## 外部連結
- 官方网站  （斯洛文尼亚文）
- City Municipality of Kranj at Geopedia.si（页面存档备份，存于） (map, aerial photograph)